# Pingasa
Pingasa is een geslacht van vlinders van de familie spanners (Geometridae), uit de onderfamilie Geometrinae.

## Soorten
- P. abyssinaria Guenée, 1857
- P. abyssiniaria (Guenée, 1858)
- P. aigneri Prout, 1930
- P. alba Swinhoe, 1891
- P. angulifera Warren, 1896
- P. aravensis Prout, 1916
- P. atropa Prout, 1935
- P. blanda Pagenstecher, 1900
- P. cinerea Warren, 1894
- P. cornivalva Wiltshire, 1982
- P. chlora Stoll, 1782
- P. chloroides Galsworthy, 1998
- P. decristata Warren, 1902
- P. dispensata (Walker, 1860)
- P. distensaria (Walker, 1860)
- P. elutriata Prout, 1916
- P. floridensis Prout, 1920
- P. floridivenis Prout, 1920
- P. grandidieri (Butler, 1879)
- P. griveaudi Herbulot, 1966
- P. herbuloti Viette, 1971
- P. hypoleucaria (Guenée, 1862)
- P. hypoxantha Prout, 1916
- P. lahayei (Oberthur, 1887)
- P. lariaria Walker, 1860
- P. manilensis Prout, 1916
- P. meeki Warren, 1907
- P. multispurcata Prout, 1913

- P. murphyi Herbulot, 1994
- P. nigrolineata Karisch, 2006
- P. nobilis Prout, 1913
- P. pallidata (de Joannis, 1912)
- P. pauciflavata Prout, 1927
- P. porphyrochrostes Prout, 1922
- P. pseudoterpinaria Guenée, 1858
- P. rhadamaria (Guenée, 1858)
- P. rubicunda Warren, 1894
- P. rufofasciata Moore, 1888
- P. ruginaria (Guenée, 1858)
- P. secreta Inoue, 1986
- P. subpurpurea Warren, 1897
- P. subviridis Warren, 1896
- P. tapungkanana Strand, 1910
- P. ultrata Herbulot, 1966
- P. venusta Warren, 1894